# Bluebird (jazzklubb)
Bluebird är en jazzklubb grundad 1951 i Kristianstad. Klubben är mest känd genom Kristianstad jazzfestivaler.
Klubben var först som en spisarklubb, där man mest  lyssnade på jazzskivor tillsammans. Senare började klubben arrangera konserter. Med början 1971 arrangerade Blue Bird jazzclub jazzfestivalerna i Kristianstad på egen hand. Verksamheten med festivalerna drabbades av konkurs på 1980-talet och då övertogs ansvaret av Kristianstads kommun. En ny förening bildades för arrangera jazzfestivalen. Blue Bird och Kristianstad arbetade gemensamt med detta. Blue Bird tog sedan åter över hela ansvaret för festivalen. 2002 blev Musik i syd en ny samarbetspartner och tog då över det huvudsakliga ansvaret för festivalen.
Efter sju år tar Blue Bird 2009 åter över det ekonomiska och juridiska huvudansvaret för jazzfestivalen. Verksamheten i klubben hade stabiliserats och klubben hade många medlemmar som var beredda att arbeta ideellt i verksamheten. Bluebird kan driva jazzfestivalen helt efter sina egna idéer. Klubbens ökade ansvar ger också en ökad frihet. Bidragen som kommunen och Musik i syd gav minskade så småningom från 500 000 kr till 350 000 kr. Att Jazzfestivalen disponerade mindre pengar fick konsekvenser för verksamheten. Klubben kan inte längre hyra in världsartister till Kristianstad jazzfestival. Blue Bird satsar då på en verksamhet mera för att engagera lokala och regionala artister, och det gav arrangemanget en enklare folklig förankring.